# Vlag van Otago

Vlag van Otago

De vlag van Otago is in gebruik sinds het najaar van 2004 en is een van de weinige regionale vlaggen in Nieuw-Zeeland: de meeste regio's hebben geen (officiële) vlag.
Otago wordt reeds lange tijd met verschillende symbolen geassocieerd. Het andreaskruis is een van deze symbolen; het verwijst naar het feit dat veel Schotten als kolonisten naar het gebied trokken. Een ander reeds lang gebruikt symbool is de achtpuntige ster. Traditioneel wordt Otago gelinkt aan de kleuren blauw en goud, als verwijzing naar de goudwinning uit de rivieren in de jaren 1860 en als verwijzing naar de vlag van Schotland.
Jarenlang konden deze twee kleuren in allerlei ontwerpen worden gezien als symbolen voor Otago. Vlaggen bestaande uit vier kwartieren, twee blauwe en twee goudkleurige en blauwe vlaggen met een goudkleurig andreaskruis, kwamen veel voor.
In 2004 werd een campagne opgezet die moest leiden tot de aanname van een officiële regionale vlag. Het ontwerp van de huidige vlag werd gekozen uit honderden inzendingen, en is van de hand van Gregor Macaulay. Het symboliseert de blauwe luchten boven de heuvels van Otago; de zigzagscheiding tussen de twee kleuren is afgeleid van de vlag van Dunedin, de hoofdstad van de regio. De twee achtpuntige sterren zijn afkomstig uit het voormalige zegel van de vroegere Otago Provincial Council (1853-1876) en symboliseren de zon die over de meren en heuvels van centraal Otago schijnt.